# Dick Cleveland
Richard „Dick“ Fitch Cleveland (* 21. September 1929 in Honolulu, Hawaii-Territorium; † 27. Juli 2002 in Kailua-Kona, Hawaii) war ein Schwimmer aus den Vereinigten Staaten. Er war dreifacher Sieger bei den Panamerikanischen Spielen.

## Karriere
Cleveland begann in Hawaii mit dem Schwimmsport. Er ging dann an die Ohio State University, wo er bei Mike Peppe trainierte. Er gewann vier Titel bei den nationalen College-Meisterschaften und acht Titel der Amateur Athletic Union.
Bei den Panamerikanischen Spielen 1951 in Buenos Aires siegte Cleveland mit der 4-mal-200-Meter-Freistilstaffel und der 3-mal-100-Meter-Lagenstaffel. Über 100 Meter Freistil siegte er in 58,8 Sekunden. Im Jahr darauf trat Cleveland bei den Olympischen Spielen 1952 in Helsinki nur über 100 Meter Freistil an. Im Vorlauf schwamm er in 57,8 Sekunden die zweitschnellste Zeit. Mit 58,6 Sekunden erreichte er im Halbfinale nur die zehntschnellste Zeit und verpasste das Finale.
1954 schwamm Cleveland in 54,8 Sekunden einen neuen 100-Meter-Weltrekord, der erst drei Jahre später unterboten wurde.
Cleveland war ein reiner Sprinter, einer der ersten Schwimmer, die gezieltes Krafttraining zum Muskelaufbau anwandten. 1991 wurde er in die International Swimming Hall of Fame aufgenommen.